# Quantock Hills

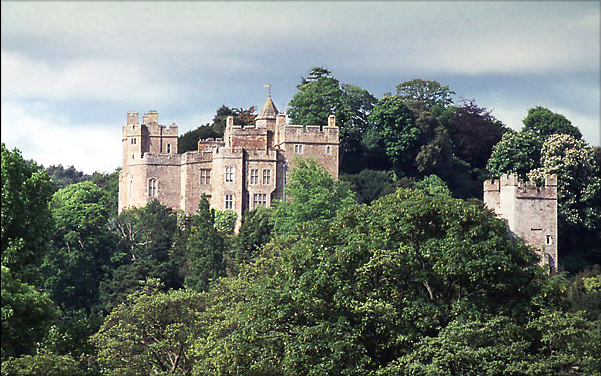
Zamek Dunster – największa atrakcja wzgórz

Quantock Hills – masyw wzgórz w Wielkiej Brytanii w hrabstwie Somerset o długości ok. 17 km, między Bridgwater a Minehead. Najwyższym szczytem jest Will's Neck (384 m n.p.m.). Teren Quantock Hills został objęty strefą Area of Outstanding Natural Beauty (ustanowioną w 2000 roku). Przez wzgórza przebiega szlak turystyczny Coleridge Way.

## Flora
Zalesienie masywu jest średnie. Na wzgórzach przeważają wrzosowiska. Występuje tu endemiczna odmiana jagód vaccinium myrrtillus. 

## Fauna
Wzgórza są obficie zamieszkiwane przez borsuki (Meles meles), ropuchy szare (Bufo bufo), żaby (Rana temporaria) i jaszczurki. Występuje tu również jedyny jadowity gatunek węża na Wyspach Brytyjskich – żmija zygzakowata (Vipera berus).

## Zabytki na wzgórzach
- zamek Dunster (w pobliżu Minehead)
- kolej parowa Taunton (Bishops Lydeyard) - Minehead
- Hallswell House, niedaleko Goathurst